# Massacre dos tâmeis no Sri Lanka em 1977
O pogrom anti-tâmil no Sri Lanka de 1977 ocorreu logo após as eleições parlamentares de 1977, quando o partido nacionalista tâmil Frente Unida de Libertação Tâmil obteve muitos votos graças à minoria tâmil, que reivindicava a secessão. Cerca de 300 tâmeis foram mortos nos distúrbios. A violência atingiria também partidos de esquerda.
Os distúrbios marcaram o primeiro grande surto de violência interétnica nos dezenove anos desde os tumultos de 1958.